# 안성 죽산리 삼층석탑
안성 죽산리 삼층석탑(安城 竹山里 三層石塔)은 대한민국 경기도 안성시 죽산면에 있는 고려시대의 삼층석탑이다. 1978년 11월 10일 경기도의 유형문화재 제78호로 지정되었다.

## 개요
봉업사터 뒷편 비봉산 아래에 자리한 3층 석탑이다. 통일신라 후기의 승려인 혜소국사가 세운 탑으로 전하는데 지금은 이곳 동네 사람들의 소원을 비는 대상이 되고 있다.
탑은 기단부(基壇部)의 일부가 땅에 묻혀 탑의 완전한 모습은 알 수 없으나 땅위로 드러난 모습은 1층 기단(基壇) 위에 3층의 탑신(塔身)을 올린 형태이다. 기단은 각 면의 모서리에 기둥 모양을 새겼고, 윗돌을 괴는 곳에 연꽃무늬를 두어 장식하였다. 탑신의 각 몸돌에도 기둥모양을 새겼으며, 두툼한 지붕돌은 밑면에 4단의 받침을 두었다.
통일신라의 석탑양식을 따르고 있는 듯 하면서도 탑신의 1층 몸돌이 너무 높아 균형이 잘 맞지 않는다. 또한 기단 맨윗돌의 연꽃장식과 두꺼운 지붕돌, 4단의 지붕돌받침 등으로 보아 고려시대에 세운 것으로 추정된다.

## 참고 자료
- 안성죽산리삼층석탑 - 국가유산청 국가유산포털